# Синдром кривої турецької шаблі
Синдром «турецької шаблі» (також сцимітарний синдром, синдром ятагана або вроджений легеневий вено-лобарний синдром) — це рідкісна вроджена вада серця, що характеризується аномальним венозним поверненням із правої легені (до системного венозного русла, а не безпосередньо до лівого передсердя).
Це аномальний легеневий венозний відтік може бути частковим (PAPVR) або повним (TAPVR). Синдром, що асоціюється з частковим аномальним легеневим венозним відтоком (PAPVR), більш відомий як синдром ятагана через характерний вигин на рентгенограмі грудної клітки, утворений легеневими венами, що впадають у нижню порожнисту вену. Ця радіологічна щільність часто має форму ятагана, різновиду вигнутого меча. Вперше був описаний Кетрін Ніл у 1960 році.

## Клінічна картина
Аномальний венозний відтік утворює вигнуту тінь на рентгенограмі грудної клітки, що нагадує ятаган. Це явище називають симптомом ятагана (Scimitar Sign). Супутні аномалії включають гіпоплазію правої легені з відповідною декстрапозицією серця, гіпоплазію легеневої артерії та легеневу секвестрацію. Поширеність становить приблизно 1 випадок на 100 000 новонароджених.

## Діагностика

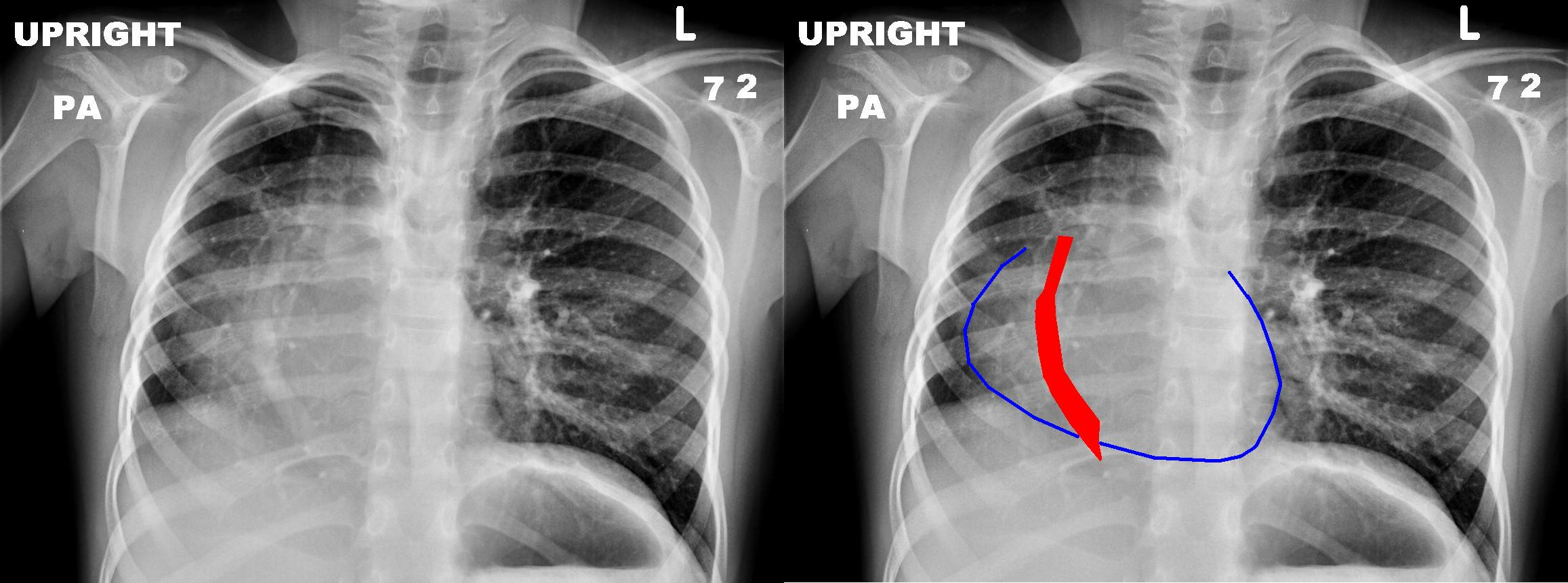
Рентген грудної клітки п'ятирічної дівчинки з синдромом «Турецької шаблі». Серце (синій контур) зміщено в праву половину грудної клітки, а аномальний легеневий венозний зворот (червоний) за формою нагадує ятаган

Діагноз ставлять за допомогою трансторакальної або трансезофагеальної ехокардіографії[джерело?] та селективної легеневої ангіографії. Зовсім недавно використовують КТ-ангіографія або МР-ангіографія.[джерело?]
Легенева ангіографія демонструє аномальне артеріальне постачання правої нижньої частки.

## Лікування
Хірургічну корекцію слід розглянути за наявності значного шунтування зліва направо (Qp:Qs ≥ 2:1) і легеневої гіпертензії. Це передбачає створення міжпередсердної перегородки для перенаправлення легеневого венозного повернення в ліве передсердя. Крім того, аномальну вену можна повторно імплантувати безпосередньо в ліве передсердя.

## Історія
Синдром «турецької шаблі» вперше описали Джордж Купер і Рауль Шасін в 1836 році щодо рідкісного синдрому, який має аномальну легеневу вену, яка впадає в нижню порожнисту вену нижче діафрагми замість того, щоб впадати в ліве передсердя.